# 法蘭西梨

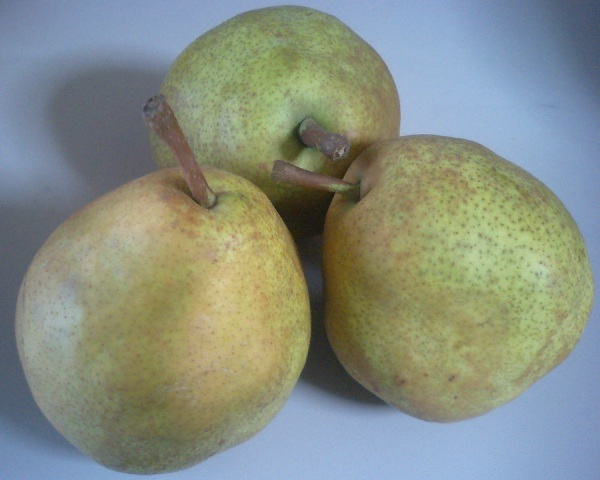
法蘭西梨

法蘭西梨（法語：La France），法國原產的西洋梨。果實呈不正規的圓形，果皮有斑點。外表不好看但果味香濃。果肉軟硬度與蘋果相似。